# Bisternalis
Bisternalis (лат.) — род клещей семейства Laelapidae из отряда Mesostigmata.
6 видов. Неотропика: Южная и Центральная Америка. Обнаружены на пчёлах (Apoidea) и осах (Vespidae), в том числе родов Trigona, Melipona, Lestrimellita, Melipona (Hymenoptera).

## Описание
Длина идиосомы 0,5 — 1,0 мм. Дорсальный щит широкоовальный, покрывает весь дорзум идиосомы, в основном с 39 парами щетинок от коротких до длинных, всегда более длинных (и более толстых) в задней области или заднелатеральном крае, иногда с зазубринами. Гнатосома небольшая, расположена вентрально, частично скрыта идиосомой при виде сверху. Хелицерный фиксированный палец с 1–2 зубцами дистальнее пилуса дентилиса. Подвижные и неподвижные пальцы самца иногда беззубые (хотя и с крючками на вершине, как у самки). Эпистомный край ровный. Дейтостернум с рядами по 1–7 зубцов в каждом.
- Bisternalis camargoi Baker, Flechtmann & Delfinado-Baker, 1984 — Бразилия [хозяин: Lestrimellita limao]
- Bisternalis formosus Baker, Flechtmann & Delfinado-Baker, 1984 — Бразилия [хозяин: Trigona fulviventris]
- Bisternalis hunteri Baker, Delfinado-Baker & Reyes-Ordaz, 1983 — Панама [хозяин: Vespidae]
- Bisternalis mexicanus Baker, Delfinado-Baker & Reyes-Ordaz, 1983 — Мексика [хозяин: Melipona]
- Bisternalis rettenmeyeri Hunter, 1963typus
- Bisternalis trigonarum Baker, Flechtmann & Delfinado-Baker, 1984 — Бразилия [хозяин: Trigona chanchamayoensis]